# Saint-Cyr-le-Gravelais

Saint-Cyr-le-Gravelais este o comună în departamentul Mayenne, Franța. În 2009 avea o populație de 546 de locuitori.